# Marquess of Ripon

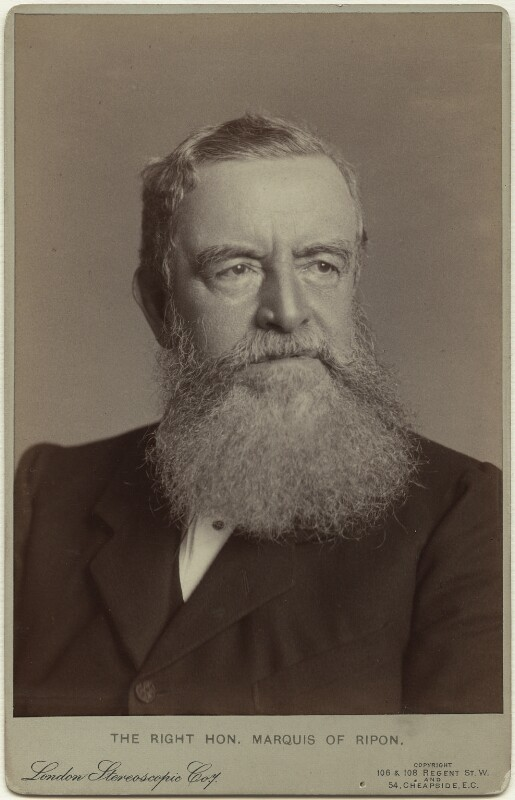
George Robinson, 1. Marquess of Ripon

Marquess of Ripon, in the County of York, war ein erblicher britischer Adelstitel in der Peerage of the United Kingdom. Der Titel bezieht sich auf die englische Stadt Ripon.

## Verleihung und nachgeordnete Titel
Der Titel wurde am 23. Juni 1871 für George Robinson, 2. Earl of Ripon geschaffen.
Er hatte am 28. Januar 1859 von seinem Vater die Titel 2. Earl of Ripon, in the County of York (geschaffen 1833) und 2. Viscount Goderich (geschaffen 1827), beide in der Peerage of the United Kingdom. Zudem hatte er am 14. November 1859 von seinem Onkel Thomas de Grey, 2. Earl de Grey, die Titel 3. Earl de Grey, of Wrest in the County of Bedford (geschaffen 1816, Peerage of the United Kingdom), 4. Baron Grantham, of Grantham in the County of Lincoln (geschaffen 1761, Peerage of Great Britain), und 7. Baronet Robinson, of Newby in the County of York (geschaffen 1690, Baronetage of England) geerbt. All diese Titel wurden als nachgeordnete Titel des Marquess geführt und erloschen beim Tod des 2. Marquess am 22. September 1923.

## Liste der Earls und Marquesses of Ripon

### Earls of Ripon (1833)
- Frederick Robinson, 1. Earl of Ripon (1782–1859)
- George Robinson, 2. Earl of Ripon (1827–1909) (1871 zum Marquess of Ripon erhoben)

### Marquesses of Ripon (1871)
- George Robinson, 1. Marquess of Ripon (1827–1909)
- Frederick Robinson, 2. Marquess of Ripon (1852–1923)